# 시스템통신단
시스템통신단(일본어: システム通信団 시스테무쓰신단[*] JGSDF C5 Command)은 지휘통제 기능을 위한 육상총대 예하의 통신부대로서, 육상자위대의 방위성 이치가야지구 안의 이치가야 주둔지에 본부를 두고 있다.

## 역사
1960년 1월 14일에 중앙기지통신대와 1954년에 창설된 제301사진중대를 예속받고 창설되었다.
1994년 3월 28일에 중앙시스템관리대가 창설되었다. 부대는 이치가야와 오미야 주둔지에 두었다.
2004년 3월 29일, 중앙기지통신대가 중앙기지시스템통신대로 개편되었다.
2005년 3월 28일, 시스템방호대가 창설되었다.
2008년 3월 26일, 중앙시스템관리대가 폐지되고 연구본부 예하 시스템개발대로 대채되었다.
2018년 3월 26일에 직속상급부대인 육상총대가 창설되자, 다음날 3월 27일에 시스템통신단은 방위대신에서 육상총대로 전속되었다. 이를 지원하기 위해 중앙기지시스템통신대와 제301영상사진중대의 분견대가 파견되었다.

## 편성
- 단본부 및 본부대
- 중앙야외통신군, 구리하마 주둔지
  - 본부
  - 본부대 "中野通群-本"
  - 제101반송통신대대
    - 본부
    - 본부대 "101搬通-本"
    - 제1중반송중대 "101搬通-1": 무선반송장치 1호 JMRC-C17/R17
    - 제2중반송중대 "101搬通-2": 무선반송장치 1호 JMRC-C17/R17
    - 구성중대

  - 제301지휘소통신중대 "301指通", 아사카 주둔지
- 중앙기지시스템통신대
- 통신보전감사대
- 시스템방호대
- 시스템개발대
- 제301영상사진중대

## 같이 보기
- 해상자위대: 시스템통신대
- 항공자위대: 항공시스템통신대